# Karnak (Illinois)
Karnak è un villaggio degli Stati Uniti d'America, situato nello Stato dell'Illinois, nella contea di Pulaski.